# Relógio de vela
Um relógio de vela consiste numa vela posta numa base com marcações consistentemente espaçadas - usualmente com números - que indicam a passagem do tempo, servindo também para iluminação do ambiente. Mesmo que não mais utilizadas na atualidade, os relógios de vela no passado eram um método eficaz de consultar as horas em ambientes internos, à noite ou em dias nublados (quando os relógios de sol não funcionam). Um relógio de vela podia ser facilmente transformado num temporizador com o uso de um prego pesado na marca indicando o intervalo temporal desejado. Quando a cera envolvendo o prego derretia, este caía na base abaixo da vela.

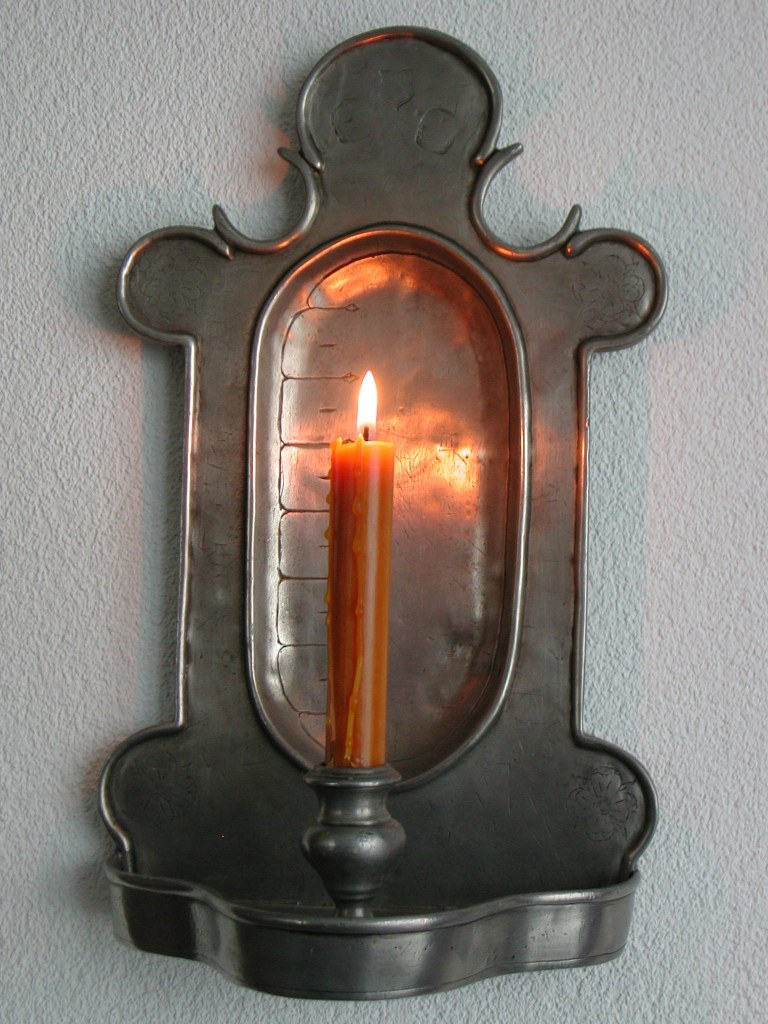
Um relógio de vela em funcionamento.

## História
Não se tem conhecimento de quando os primeiros relógios de vela foram utilizados. A primeira referência conhecida ocorre na literatura chinesa, no relato de You Jiangu (por volta de 520 d.C.). Aqui, a vela graduada garantia um meio de determinar a passagem do tempo à noite. Velas com propósito similar foram utilizadas no Japão até o início do século X.
O dispositivo de You Jiangu consistia em seis velas com 72 pennyweights de cera, cada uma com 12 polegadas (30,48 centímetros) de comprimento, de espessura uniforme e divididas em 12 seções com uma polegada (2,54 centímetros) cada. Cada vela queimava completamente em quatro horas, dando portanto a cada marcação 20 minutos. As velas eram protegidas em estojos com estrutura de madeira envoltos por cobertura de chifre nas laterais. Métodos similares de contagem de tempo foram utilizados em igrejas medievais, mais notavelmente pelo rei Alfredo da Inglaterra (849-899), inicialmente contanto o número de velas queimadas de determinado tamanho e mais tarde pelo emprego de uma vela graduada.

### Al-Jazari

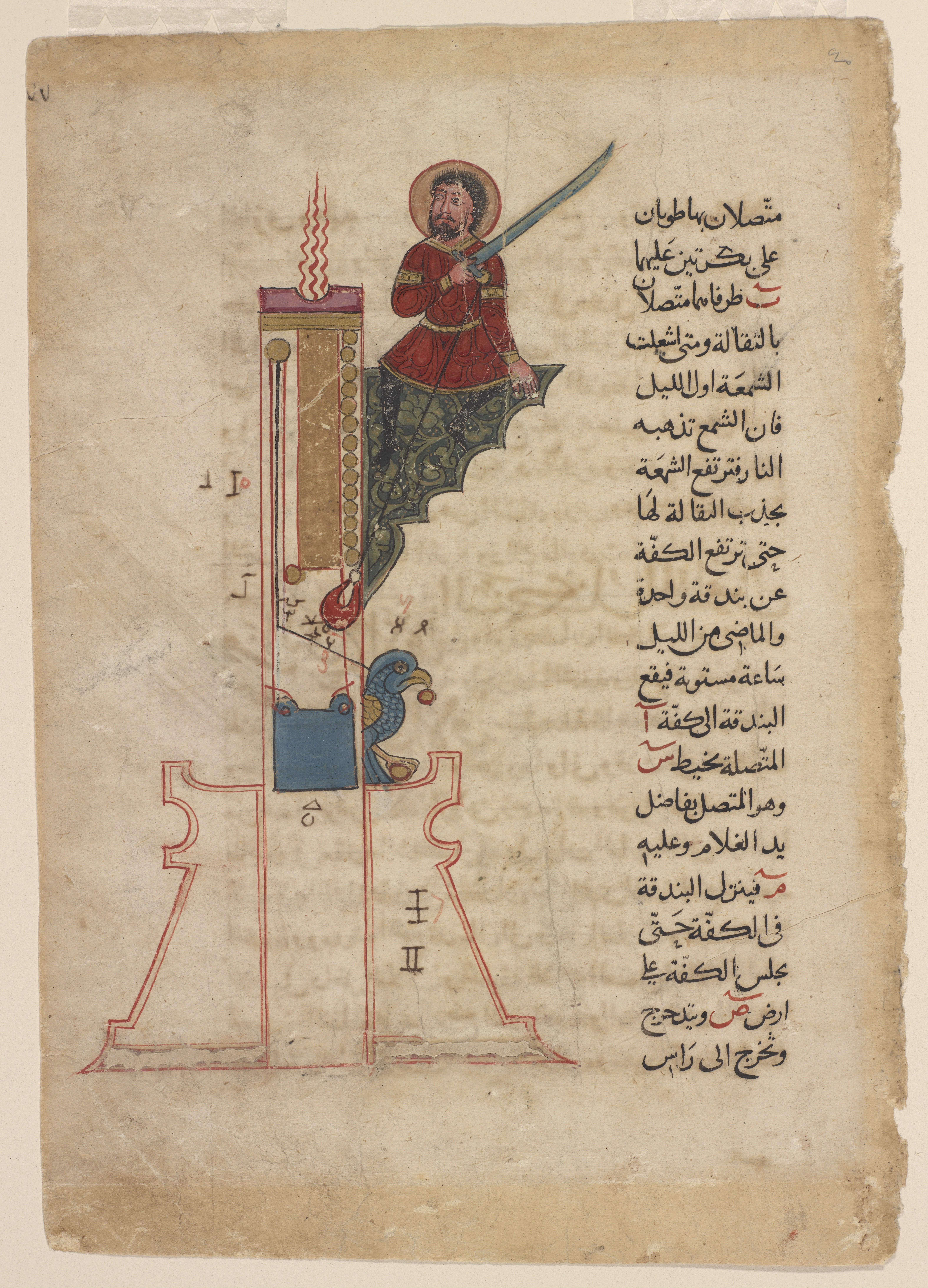
O desenho do relógio de vela de Al-Jazari (1206).

Os mais sofisticados relógios de vela conhecidos foram aqueles feitos por Al-Jazari em 1206.. Eles incluíam uma gradação para mostrar a hora e, pela primeira vez, usa uma conexão por baioneta, ainda utilizado na atualidade Donald Routledge Hill descreveu um dos relógios de vela de al-Jazari da seguinte forma: